# Slatina kod Kozarice na Mljetu
Slatina kod Kozarice na Mljetu este o arie protejată (sit de importanță comunitară — SCI) din Croația întinsă pe o suprafață de 5,38 ha, integral pe uscat.

## Localizare
Centrul sitului Slatina kod Kozarice na Mljetu este situat la coordonatele 42°46′27″N 17°28′05″E / 42.77412°N 17.467953°E.

## Înființare
Situl Slatina kod Kozarice na Mljetu a fost declarat sit de importanță comunitară în iulie 2013 pentru a proteja 2 specii de animale.

## Biodiversitate
Situată în ecoregiunea mediteraneană, aria protejată nu include niciun habitat protejat.
La baza desemnării sitului se află mai multe specii protejate:
- nevertebrate (1): Lindenia tetraphylla
- reptile (1): țestoasa de baltă (Emys orbicularis)

Pe lângă speciile protejate, pe teritoriul sitului au mai fost identificate 1 specie de nevertebrate.